# Ungarisches Heer
Das Ungarische Heer bildet die Heereskomponente der ungarischen Streitkräfte. Es besteht derzeit aus 18.000 Soldaten (Stand 2021).

## Gliederung

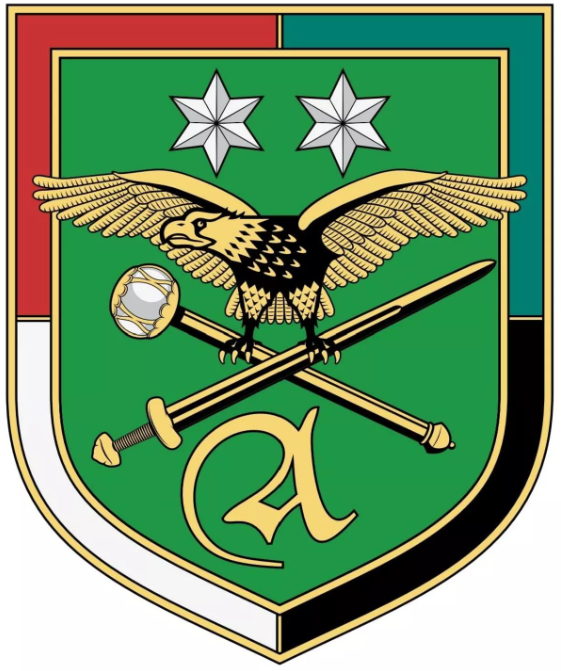
Abzeichnen des Kommando der Landstreitkräfte

Im Jahr 2023 gliederte sich das Ungarische Heer wie folgt:
- 11. Gepanzerte Hajdúer Brigade István Bocskai (Ungarisch:  MH Bocskai István 11. Páncélozott Hajdúdandár) in Debrecen bestehend aus:
  - Stabskompanie in Debrecen
  - Fernmeldekompanie
  - 2. Mechanisiertes Infanteriebataillon
  - 3. Mechanisiertes Infanteriebataillon
  - 39. Mechanisiertes Infanteriebataillon
  - Versorgungsbataillon

- 1. Panzerbrigade György Klapka (Ungarisch:  MH Klapka György 1. Páncélosdandár) in Tata bestehend aus:
  - Stabskompanie
  - Fernmeldekompanie
  - 1. Mechanisiertes Infanteriebataillon
  - 2. Mechanisiertes Infanteriebataillon
  - 11. Panzerbataillon
  - 36. Panzerabwehrbataillon
  - 101. Artilleriebataillon
  - 57. Versorgungsbataillon
  - Logistikbataillon

- 30. Gepanzerte Infanteriebrigade Pál Kinizsi (Ungarisch:  MH Kinizsi Pál 30. Páncélozott Gyalogdandár) in Hódmezővásárhely bestehend aus:
  - Stabskompanie in Debrecen
  - Fernmeldekompanie
  - 1. Mechanisiertes Infanteriebataillon
  - 2. Mechanisiertes Infanteriebataillon
  - 3. Mechanisiertes Infanteriebataillon
  - Versorgungsbataillon

- 2. Aufklärungsregiment Gergely Bornemisza (Ungarisch:  MH Bornemissza Gergely 2. Felderítőezred) in Debrecen bestehend aus:
  - Stabs- und Fernmeldekompanie
  - Aufklärungskompanie
  - Fernspähkompanie
  - Feldnachrichtenkompanie
  - Drohnenkompanie
  - Kompanie für Fernmelde- und Elektronische Aufklärung
  - Versorgungskompanie

- 14. Pionierregiment II. Rákóczi Ferenc (Ungarisch:  MH II. Rákóczi Ferenc 14. Műszaki Ezred) in Szentes bestehend aus:
  - Stabszug
  - Brückenpionierbataillon
  - (Niedrigwasser-)Brückenpionierkompanie
  - Wasseraufbereitungskompanie
  - Baupionierkompanie
  - Ausbildungskompanie

- 51. Fernmelde- und Führungsunterstützungsbrigade József Nagysándor (Ungarisch:  MH Nagysándor József 51. Híradó- és Vezetésbiztosító Dandár) in Székesfehérvár bestehend aus:
  - Stabs- und Sicherungskompanie
  - 3 Fernmeldesektoren (Bataillonsäquivalent)
  - Fernmeldebataillon
  - Versorgungsbataillon

- 102. ABC-Abwehrregiment László Sodró (Ungarisch:   MH Sodró László 102. Vegyiharc Ezred) in Székesfehérvár bestehend aus:
  - ABC-Aufklärungskompanie
  - Dekontaminations-Kompanie
  - ABC-Unterstützungskompanie
  - Versorgungskompanie

Als Reserve stehen sieben Regimenter zur Verfügung. Diese Einheiten stehen unter dem Kommando für Reserve und Unterstützung.

### Dienstgrade
| NATO-Code    | OF-9        | OF-8        | OF-7           | OF-6    | OF-5      | OF-4   | OF-3     | OF-2      | OF-1    | OF-1 |
| ------------ | ----------- | ----------- | -------------- | ------- | --------- | ------ | -------- | --------- | ------- | ---- |
| Ungarn       |             |             |                |         |           |        |          |           |         |      |
| Vezérezredes | Altábornagy | Vezérőrnagy | Dandártábornok | Ezredes | Alezredes | Őrnagy | Százados | Főhadnagy | Hadnagy |      |

| NATO-Code      | OR-9           | OR-9         | OR-8         | OR-8         | OR-8    | OR-8    | OR-8    | OR-8            | OR-7            | OR-7          | OR-6          | OR-6          | OR-6          | OR-6          | OR-6          | OR-6     | OR-5     | OR-5     | OR-5     | OR-5     | OR-5     | OR-5          | OR-4          | OR-4    | OR-3    | OR-3     | OR-2     | OR-2     | OR-2     | OR-2     | OR-2     | OR-2   | OR-1 |
| -------------- | -------------- | ------------ | ------------ | ------------ | ------- | ------- | ------- | --------------- | --------------- | ------------- | ------------- | ------------- | ------------- | ------------- | ------------- | -------- | -------- | -------- | -------- | -------- | -------- | ------------- | ------------- | ------- | ------- | -------- | -------- | -------- | -------- | -------- | -------- | ------ | ---- |
| Ungarn         |                |              |              |              |         |         |         |                 |                 |               |               |               |               |               |               |          |          |          |          |          |          |               |               |         |         |          |          |          |          |          |          |        |      |
| Főtörzszászlós | Főtörzszászlós | Törzszászlós | Törzszászlós | Törzszászlós | Zászlós | Zászlós | Zászlós | Főtörzsőrmester | Főtörzsőrmester | Törzsőrmester | Törzsőrmester | Törzsőrmester | Törzsőrmester | Törzsőrmester | Törzsőrmester | Őrmester | Őrmester | Őrmester | Őrmester | Őrmester | Őrmester | Szakaszvezető | Szakaszvezető | Tizedes | Tizedes | Őrvezető | Őrvezető | Őrvezető | Őrvezető | Őrvezető | Őrvezető | Honvéd |      |

Siehe auch: Dienstgrade der ungarischen Streitkräfte

## Ausrüstung
Das ungarische Heer verfügt u. a. über 238 T-72-Kampfpanzer (von denen sich noch etwa fünfzehn im Einsatz befinden), 178 BTR-80A-Schützenpanzer, 458 BTR-80-Mannschaftstransportpanzer, 308 152 mm D-20-Haubitzen, 50 82-mm-Granatwerfer, 30 9M111-Panzerabwehrlenkwaffen, 80 9M113-Panzerabwehrlenkwaffen, 60 Strela-3-Einmann-Flugabwehr-Lenkwaffen, 45 MISTRAL-Flugabwehrraketen.
Im Dezember 2018 wurde ein Vertrag zur Lieferung von 44 neugefertigten Leopard 2A7-Panzern sowie 24 neuen Panzerhaubitzen 2000 mit dem deutschen Rüstungsunternehmen Krauss-Maffei-Wegmann (KMW) unterzeichnet. Die Leopard 2A7+ sollen die alten T-72-Bestände ablösen. Daneben sollen weitere 12 gebrauchte Leopard-2A4 aus Beständen von KMW als Ausbildungsfahrzeuge geliefert werden.
Im August 2020 gaben die ungarische Regierung und  Rheinmetall bekannt, dass sich die ungarische Armee für den Lynx als neuen Schützenpanzer entschieden habe. Ungarn ist der erste Staat in der NATO und der EU, der den Lynx einführt. Der Auftrag hat ein Volumen von über zwei Milliarden Euro. Die Produktion soll in Ungarn durch ein deutsch-ungarisches Gemeinschaftsunternehmen erfolgen. Der Auftrag umfasst neben 218 Lynx auch 9 Bergepanzer Büffel sowie die Ausbildung von Soldaten, Training an Simulatoren, Ersatzteillieferungen und Wartungsleistungen. Die ersten 46 Lynx sollen in Deutschland gefertigt werden, die restlichen in Ungarn.
Das 1. Flussflottillenbataillon verfügt über drei Patrouillenboote des Typs NESTIN MSR.

### Leichte Waffen

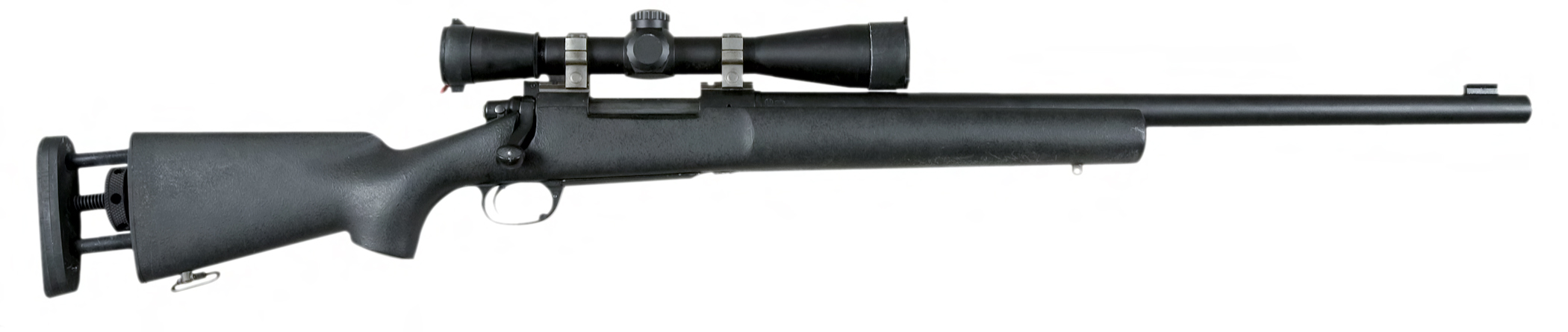
M24

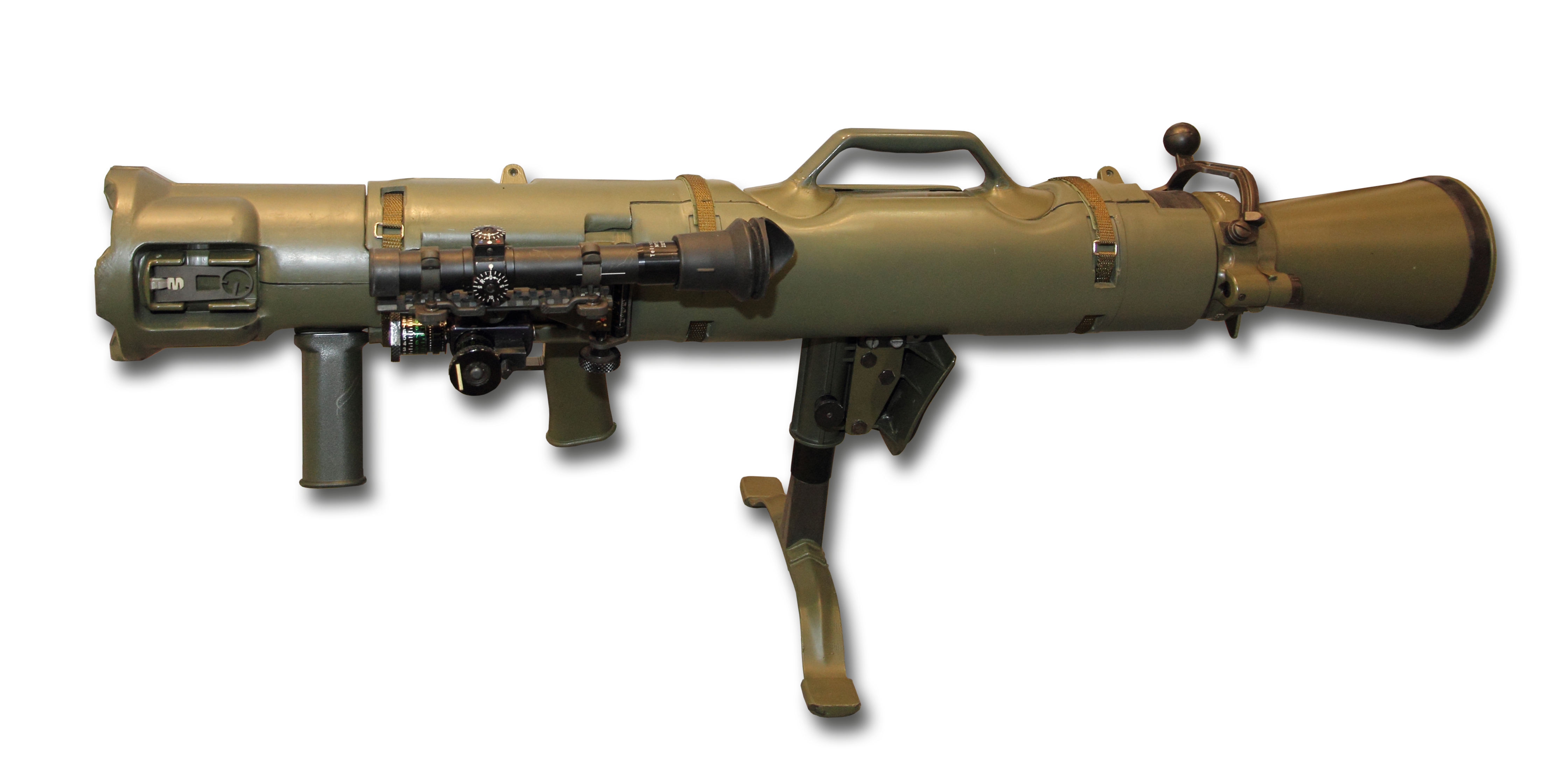
FFV Carl Gustaf

- Pistolen
  - CZ P-07
  - CZ P-09
  - Glock 17
  - P9RC
- Maschinenpistolen
  - CZ SCORPION EVO 3
  - HK MP5 A3
- Flinten
  - Remington 870
- Sturmgewehre
  - AK-63
  - CZ Bren 2
  - M4A1M4A1
- Gewehre

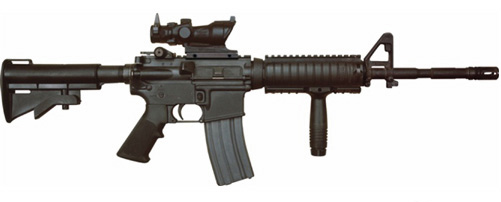
M4A1

  - Steyr-Mannlicher M1895 (zeremoniell)

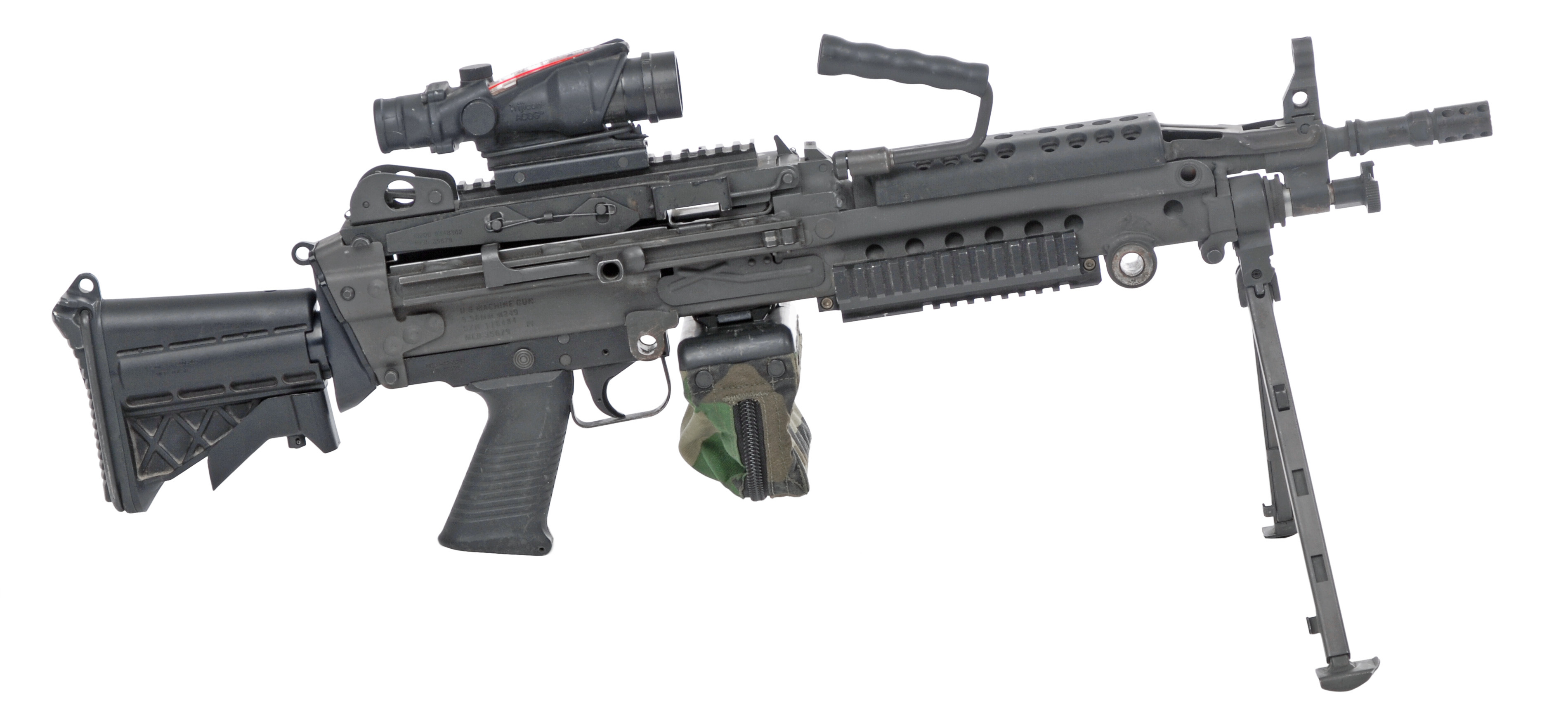
M249

- Selbstladewaffen
  - SKS-45 (zeremoniell)
- Maschinengewehre
  - M249M249
  - PK
  - Browning M2
- Scharfschützengewehre
  - M24M24
  - Dragunow
  - Gepárd
  - KAC M110 SASS
- Panzerabwehr
  - FFV Carl GustafFFV Carl Gustaf
  - 9K115-2 Metis-M
  - 9K113 Konkurs
  - 9K111 Fagot
  - RPG-7
- Granatwerfer
  - M320
- Mörser
  - 96 EXPAL M-08 Combi
  - ca. 50 82-mm-Granatwerfer BM-37

### Artillerie
- 12 D-20 Haubitzen
- 24 Panzerhaubitze 2000

### Flugabwehr
- 2 (4+1 bestellt) NASAMS
- 2K12 Kub
- Mistral

### Fahrzeuge
- Kampfpanzer
  - 21 (44 bestellt) Leopard 2A7[6]
  - 12 Leopard 2A4
  - 34 T-72 (weitere 130 in Reserve)[7]
- Schützenpanzer
  - 0 (218 bestellt) Lynx[8]
- Radpanzer
  - BTR-80550 BTR-80
  - 12 BRDM-2
- Pionierpanzer
  - 50 PTS
  - 3 PMP
  - 3 (5 bestellt) WiSENT 2

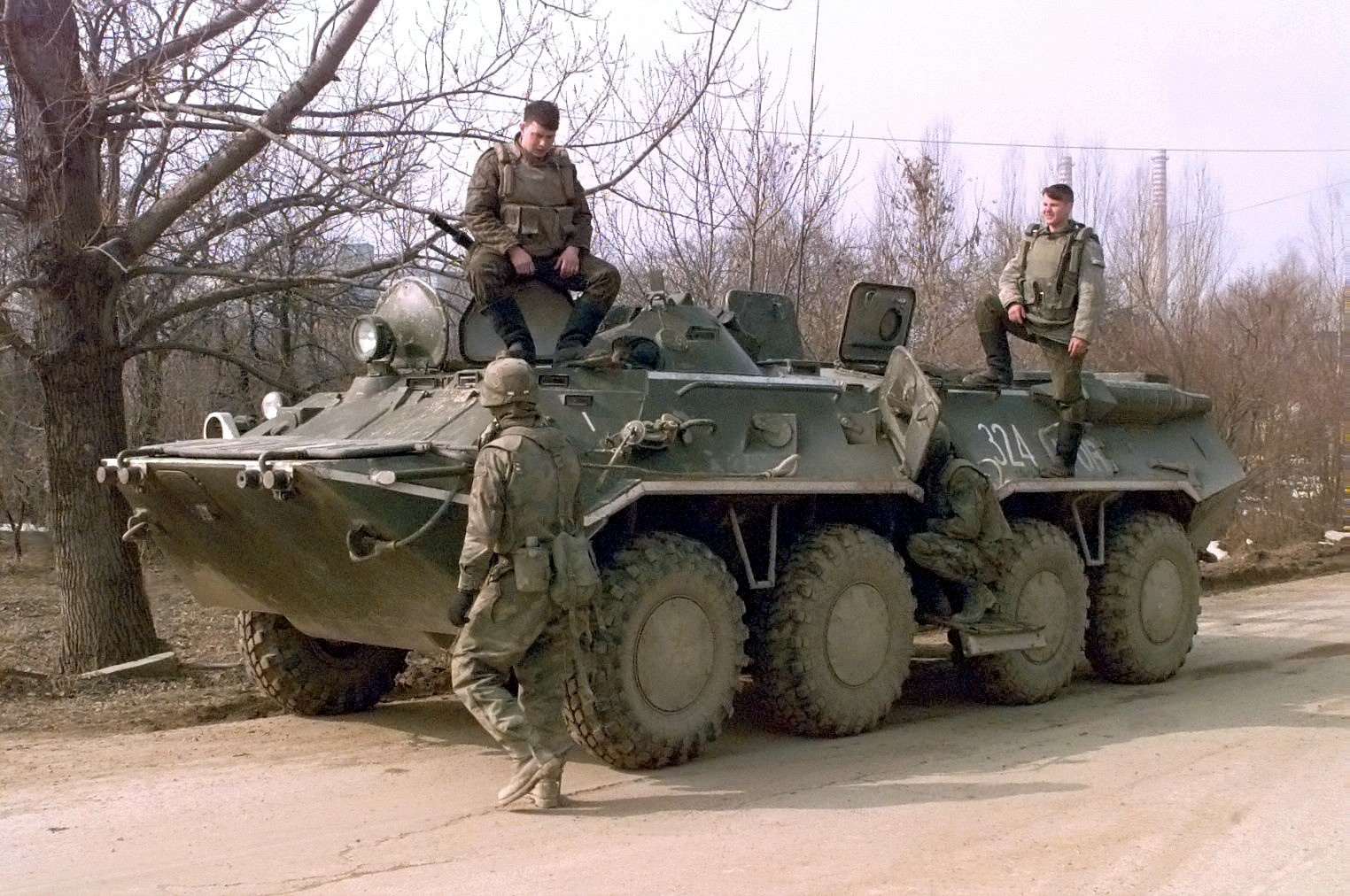
BTR-80

  - 2 (9 bestellt) Bergepanzer Büffel 3[9]
  - 2 MT-55A
  - 4 TMM
  - 2 VT-55
  - 2 VT-72B
  - 2 BAT-2
- Geschütztes Fahrzeug

- - 10 (40 weitere bestellt; insg. 260 geplant) Gidrán 4x4[10]

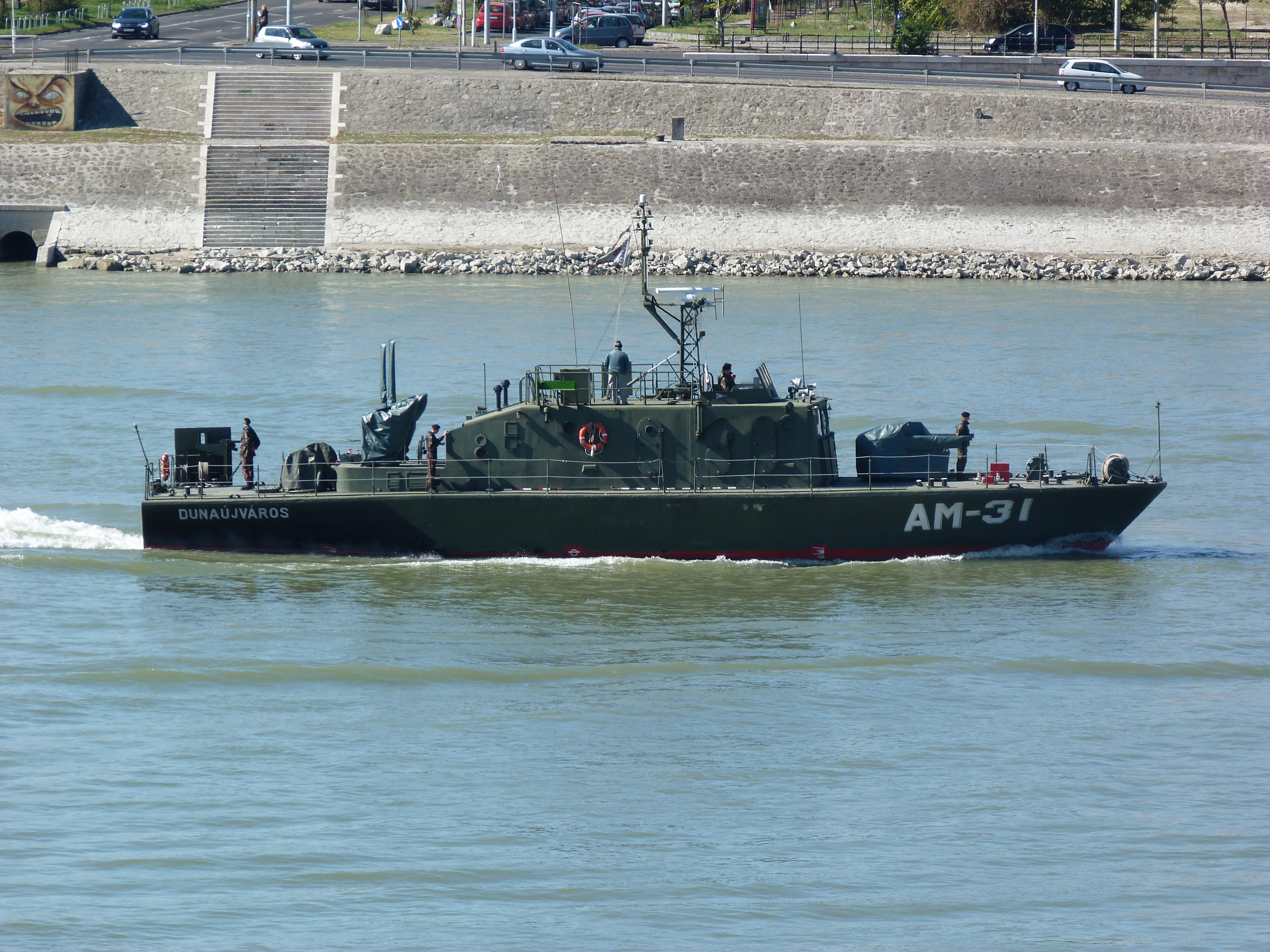
AN 2

  - 20 M-ATV
  - 13 Cougar
  - 42 Maxxpro
  - 80 M1151 HMMWV
  - 12 Polaris RZR
- Mehrzweckfahrzeuge
  - Rába H14
  - 63 RMMV HX
  - 88 Mercedes-Benz Unimog

### Schiffe
- Minenabwehrfahrzeuge
  - 5 AN 2
  - 3 Neštin-MS 25